# Бич 98-я улица (линия Рокавей, Ай-эн-ди)
|   |   |   |   |
| · | · | · | · |

|   |   |   |   |
| · | · | · | · |

«Бич 98-я улица» (англ. Beach 98th Street) — станция Нью-Йоркского метрополитена, расположенная на линии Рокавей, Ай-эн-ди. Станция находится в Куинсе, в округе Рокавей-Бич, на пересечении Бич 98-й улицы и Рокавей-Фривей. На станции останавливаются маршруты A (часть рейсов в часы пик в пиковом направлении) и S (челнок Рокавей-парка, круглосуточно).
Станция имеет эстакадное расположение, представляет собой два пути и две боковые платформы. Станция отделана в бежевых тонах. Её ограждают стандартные железные стены. Имеются деревянные навесы в западной половине каждой из платформ. На платформах нет скамеек. Имеется единственный выход, приводящий к перекрёстку Бич 98-й улицы и Рокавей-Фривей.
Станция первоначально была открыта в составе пригородной железной дороги LIRR, была наземной. В 1941 году станцию закрыли и поместили на эстакаду. Но эта эстакадная станция так и не была открыта в составе LIRR. В 1955 году её приобрела компания МТА, управляющая метрополитеном. Линия была переоборудована для движения метропоездов. В составе Нью-Йоркского метрополитена станция открылась 28 июня 1956 года.
Станция претерпела ряд различных переименований. Изначально была открыта под названием Steeplechase. Это название «продержалось» до 15 мая 1933 года. После этого станцию назвали Playland. В середине 1980-х годов добавили приставку: Beach 98th Street — Playland — так станцию порой называют местные жители. Только в 2000-х приставку Playland убрали, оставив только Beach 98th Street. 
Все станции метрополитена в целях безопасности были закрыты в ночь с 29 на 30 октября 2012 года из-за приближавшегося к Нью-Йорку урагана «Сэнди». Эта станция находится в районе, наиболее подвергшемся разрушению. После урагана пути и станция оказались в полуразрушенном состоянии. Вся линия Рокавей, Ай-эн-ди была закрыта. Спустя месяц открылись станции на участке от Рокавей-бульвара до Хауард-Бич и от Фар-Рокавей — Мотт-авеню до Бич 90-й улицы (через Хаммельский треугольник). 30 мая 2013 года восстановлено движение по стандартной схеме.